# Eleições na Costa do Marfim
A Costa do Marfim realiza periodicamente eleições a cada 5 anos para eleger o presidente da República, que ocupa simultaneamente as funções de chefe de Estado e chefe de governo dado que o país adota o sistema presidencialista de governo, bem como os 225 deputados que compõem a Assembleia Nacional, órgão legislativo máximo do país cuja legislatura é organizada pelo regime unicameral.

## Histórico
Até o início da década de 1990, o sistema eleitoral da Costa do Marfim era classificado como unipartidário, pois somente o Partido Democrata da Costa do Marfim (PDCI), chefiado pelo líder da independência  do país Félix Houphouët-Boigny, estava habilitado a disputar as eleições presidenciais e parlamentares. No entanto, após a introdução do sistema eleitoral pluripartidário no país em 1990, novos partidos políticos surgiram e lograram vencer tanto eleições presidenciais quanto eleições parlamentares.
O até então hegemônico PDCI ocupou a presidência do país até a eclosão do golpe de Estado de 1999, quando o então presidente Henri Konan Bédié, eleito na eleição presidencial de 1995, foi deposto pelos militares liderados por Robert Guéï. Este, por sua vez, disputou a presidência na eleição presidencial de 2000 como candidato independente, porém acabou derrotado por Laurent Gbagbo, líder da Frente Popular Marfinense (FPI). Tal eleição foi histórica, pois pela primeira vez um partido de oposição sagrou-se vencedor de um pleito presidencial. Tal feito foi também observado na eleição parlamentar de 2000–01, quando a FPI desbancou o PDCI e foi o partido mais votado, elegendo a maior bancada parlamentar da Assembleia Nacional.
Entretanto, o período de governo de Gbagbo foi marcado por turbulências políticas e por uma escalada autoritária após uma tentativa fracassada de golpe de Estado em 2002, que acirrou tensões institucionais graves e culminou na eclosão da Primeira Guerra Civil (2002–2007). A guerra civil levou ao adiamento das eleições presidenciais e parlamentares programadas para ocorrer em 2005. O conflito somente foi encerrado após a assinatura do Acordo de Uagadugu em 4 de março de 2007, que previa a adoção de medidas que reunificassem o país e preparasse-o para a realização de novas eleições.
Entretanto, o não reconhecimento por parte de Gbagbo da sua derrota eleitoral para o líder opositor Alassane Ouattara, do Reagrupamento dos Republicanos (RDR), na eleição presidencial de 2010, desencadeou a crise de 2010–11 e, consequentemente, a Segunda Guerra Civil travada entre fevereiro e abril do ano seguinte. O conflito somente teve fim com a prisão de Gbagbo em 11 de abril de 2011 pelos quadros das Forças Armadas e milícias paramilitares ligadas à oposição. Ouattara assumiu a presidência do país a partir desta data, encontrando-se atualmente no cargo após reeleger-se consecutivamente em 2015 e 2020, fazendo com o RDR, posteriormente fundido com outros partidos políticos minoritários para formar o Reagrupamento de Houphouëtistas por Democracia e Paz (RHDP), se tornasse a força política majoritária do cenário político marfinense.